# بارت لیتون
بارت لیتون (انگلیسی: Bart Lytton؛ ‏ ۴ اکتبر ۱۹۱۲ – ۲۹ ژوئن ۱۹۶۹) متخصص مالی و سرمایه‌گذار حزب دموکرات اهل ایالات متحده آمریکا بود که کمک بزرگی کارزار انتخاباتی جان اف. کندی نمود. وی دانش‌آموختهٔ دانشگاه ویرجینیا بود و مدتی در شهر نیویورک به کار نویسندگی و نمایشنامه‌نویسی مشغول بود تا آنکه در سال ۱۹۴۱ به هالیوود، لس آنجلس نقل مکان کرد. او همچنین مدتی عضو حزب کمونیست ایالات متحده آمریکا بود.
از فیلم‌هایی که وی در آن‌ها نقش داشته‌است، می‌توان به مجنون هیتلر اشاره نمود.